# Red Dot Design Award
Il Red Dot Design Award è uno dei maggiori e più importanti premi del design mondiale. Lo scopo del premio è di onorare la qualità eccezionale di progettisti e produttori che dal 1955 possono concorrere al premio e sono riconosciuti in una cerimonia annuale in Germania. I prodotti che conquistano tale premio sono presentati nel museo del Red Dot a Zollverein, Essen.

## Categorie
Il Red Dot è diviso in tre categorie: design di prodotto e gruppi di design, design di comunicazione e concetto di design.

### Design di prodotto e gruppi di design

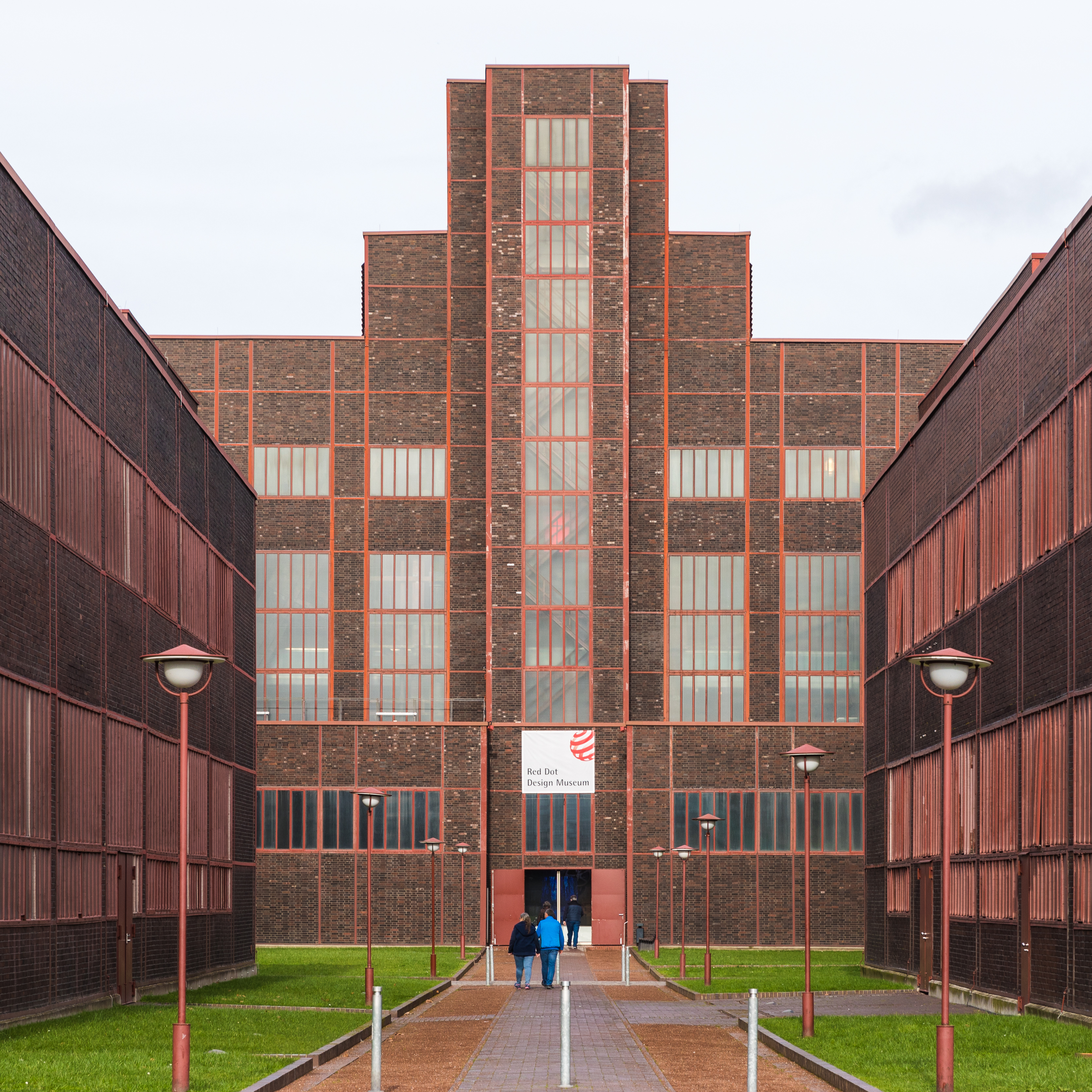
Museo Red Dot in Germania

Il più vecchio delle tre categorie, è stato conosciuto come Design Innovation fino al 2000. La competizione è aperta in diversi ambiti, come: mobili, accessori per la casa, automobili, tra altri. La cerimonia premia anche il miglior gruppo di design del periodo annuale. Qualche vincitore di questa categoria include Apple, BMW e Bose. Nel 2008 l'importante riconoscimento viene dato alla Pininfarina Sintesi con tale motivazione: «l'eccellente qualità del suo design e l'elevato grado di innovazione dei suoi contenuti tecnologici».

### Design di comunicazione
Dal 2003 il Red Dot Award: Communication Design premia eccezionale successi nell'ambito del design corporativo, pubblicitario, nella media interattiva e nel design del suono.

### Concept di design
Dal 2005 il Red Dot Design Museum di Singapore premia concept di design, di prodotti o idee non ancora in commercio.

## Numero di partecipanti
Più di 10.000 iscritti da 60 paesi. Nell'anno di 2007 c'erano oltre 2.500 iscritti da 43 paesi per la categoria "design di prodotto" e più di 3.800 iscritti per il "design di comunicazione".